# اچ‌ام‌اس ائورودیکه (۱۸۴۳)
اچ‌ام‌اس ائورودیکه (۱۸۴۳) (به انگلیسی: HMS Eurydice (1843)) یک کشتی بود که طول آن ۱۱۷ فوت ۹٫۷۵ اینچ (۳۵٫۹۰۹۳ متر) بود. این کشتی در سال ۱۸۴۳ ساخته شد.